# Mezinárodní finanční korporace
Mezinárodní finanční korporace (IFC – International Finance Corporation) vznikla v roce 1956 na návrh ředitele Světové banky, aby podporovala investicemi a úvěry rozvoj soukromého sektoru v rozvojových zemích. Nyní má 179 členů.
Spoluvlastníky IFC jsou vlády členských států, ale samotná organizace má status firmy, takže může podporovat jak soukromý sektor, tak může jednat i s vládami.
Světová banka financuje a poskytuje půjčky a odborníky na státní projekty. IFC dává půjčky, resp. investuje, poskytuje finanční asistenty a experty pro oceňování investičních návrhů při tvorbě soukromých projektů. A také působí jako garant při emisi cenných papírů v rozvojových zemích. Projekty, které mají být uskutečněny musejí být ziskové pro investory, přínosné pro ekonomiku daného státu a odpovídat ekonomickým, ekologickým a sociálním podmínkám.

## Struktura IFC
IFC patří do Skupiny světové banky, sídlo je ve Washingtonu DC. Prezident IFC je prezidentem Skupiny světové banky. Nejvyšším orgánem IFC je Výkonný výbor, ve kterém je z každého členského státu jeden zástupce (ministr financí). Veškeré investiční projekty schvaluje Rada ředitelů (působící v centrále Světové banky ve Washingtonu DC). Má více než 2000 zaměstnanců, 58% zaměstnanců působí ve Washingtonu DC a 42% zaměstnanců působí ve střediscích ve více než 86 zemích.
Střediska se dělí na:
- střediska odvětví – zpracovávají projekty příslušného odvětví, nezávisle na jejich regionální poloze
- regionální střediska – zpracovávají regionálně příslušné projekty, které ovšem nezpracovavá některý ze středisek odvětví. Většina projektů se vztahuje k širšímu pojetí činnosti (např. výrobní sféra, finanční služby, trhy, atd.)

Pomoc rozvojovým zemím spočívá v:
- finanční pomoci ve státech, kde chybí kapitál pro rozvoj soukromého sektoru
- konzultační a asistenční pomoci při tvorbě a průběhu projektů ( v případech neschopnosti soukromého sektoru poskytnout tyto služby )
- přizpůsobování se potřebám klienta
- školení a předávání zkušeností při tvorbě projektu, aby vznikly dobré podmínky pro další rozvoj v regionu
- přebírá rizika a odpovědnost, které jsou příliš velké pro soukromý sektor
- důrazu na životní prostředí a na zlepšení sociálního prostředí
- reaguje rychle a včas na potřeby státu nebo soukromých subjektů

Při investování a poskytování úvěrů má IFC status běžného investora se všemi riziky, právy a povinnostmi. IFC díky svému vysokému kreditu v celosvětovém měřítku přitahuje investice do svých podporovaných projektů i od soukromých firem z celého světa.
IFC investuje do různých odvětví ekonomiky:
- objektů infrastruktury
- školství a zdravotnictví
- cestovního ruchu
- finančních služeb - investice do finančního sektoru zaujímají velkou část všech investic.

Nejčastější jsou investice do rozvoje leasingového trhu, pojišťovnictví, hypotečních půjček, poskytování splátek studentům a poskytování úvěrů bankám, aby ty podporovali rozvoj domácností
Druhy investic IFC:
- dlouhodobé půjčky v základních měnách nebo v místních měnách s pevnou úrokovou sazbou
- investice do akciového kapitálu
- finanční instrumenty (cenné papíry, kredity, směnky…)
- syndikátní půjčky
- financování pomocí zprostředkovatelů

## Výše investic
Při prvním projektu poskytuje IFC maximálně 25% kapitálu potřebného na celý projekt (při udělení výjimky od prezidenta IFC i 35%) a zbytek jsou investice od soukromých podniků z celého světa a státní investice. Při dalších projektech může dosahovat podíl investic IFC až 50%. Objem investic do jednoho projektu bývá 1 – 100 mil. USD
Poradenská činnost IFC se při tvorbě a průběhu projektu se soustředí na:
- zdokonalování výrobní činnosti
- použití technologií a výrobní postup
- typ produkce
- hledání trhů
- vytváření business plánů
- restrukturalizaci
- vytváření finančních plánů

IFC poskytuje poradenskou činnost vládám ohledně:
- vytváření příznivých podmínek pro podnikatelské činnost
- získávání zahraničních investic
- o privatizaci státních podniků

Sociální a ekologická pomoc IFC v rozvojových zemích spočívá v:
- projekty odpovídají ekologickým a sociálním standardům
- při tvorbě a schvalování projektů se dbá na názor lidí na dopad na sociální sféru
- reaguje na problémy zainteresovaných stran
- jedná i s nestranními a nevládními organizacemi